# Amédée Jullien
Pour les articles homonymes, voir Jullien.
Marie Antoine Amédée Jullien, né le 30 novembre 1819 à Clamecy, où il est mort le 10 novembre 1887, est un artiste peintre français, graveur, historien, directeur de musée, notaire et maire. 

## Biographie
Amédée Jullien grandit dans une famille aisée. Son père, Claude Annet Jullien (1788-1873), exerce comme avoué à Clamecy ; il devient plus tard juge suppléant, puis juge d’instruction au tribunal civil de première instance de Clamecy, et conseiller municipal. Amédée Jullien suit ses études à Avallon, Clamecy, puis à Paris, où il obtient une licence de droit. Il entre en 1843 comme sixième clerc chez un notaire parisien et accède en 1847, après plusieurs promotions, au grade de troisième clerc chez un autre notaire de la capitale. Pendant cette période parisienne, il prend des cours de peinture dans l’atelier de Jean-Charles-Joseph Rémond (1795-1875). Amédée Jullien expose des tableaux au Salon parisien de 1841, à celui de 1842, puis à celui de 1848. Il souhaite concilier son activité professionnelle et son goût pour l’art en devenant titulaire d’une étude très proche de Paris. Cependant, la Révolution de 1848 éclate. Craignant pour son fils les troubles de la capitale, le père d’Amédée Jullien lui achète en 1849, sans le consulter, une étude de notaire dans la Nièvre, à Tannay, qui compte un peu plus d’un millier d’habitants. 
Amédée Jullien quitte alors Paris pour s’installer à Tannay et prendre possession de l’office notarial, où il établit ses premiers actes en septembre 1849. Le 28 juillet 1850, il épouse Palmyre Piétresson Saint-Aubin (1828-1907), issue d’une famille notable d’Entrains-sur-Nohain. Elle lui donne une fille, Marguerite Jullien (1851-1897). Peu après son mariage, Amédée Jullien pratique la gravure à l’eau-forte. 
Tout en exerçant ses fonctions de notaire, Amédée Jullien est élu conseiller municipal de Tannay en septembre 1852. Il est désigné adjoint au maire en mars 1854, puis maire de la commune par arrêté du préfet de la Nièvre le 26 juin 1854. Dans ces fonctions, il se montre loyal envers l’Empire, auquel il sait gré d’assurer « la tranquillité à l’intérieur », et dont il apprécie les succès militaires et de politique étrangère. Il entretient de bonnes relations avec l’administration préfectorale et avec le curé de Tannay. Cependant, face à l’opposition sourde de plusieurs conseillers municipaux, il souhaite démissionner de ses fonctions de maire dès avril 1856. Le préfet de la Nièvre et le sous-préfet le convainquent de conserver son poste, en lui promettant leur soutien. Amédée Jullien préside aux destinées de la commune jusqu’en 1861. En décembre 1860, il vend son étude notariale, mais exerce encore son activité jusqu’en mars 1861. 
Il s’installe alors à Paris, où il assume les fonctions d’administrateur de la caisse d’épargne, de plusieurs grandes compagnies industrielles, et de censeur de la compagnie d’assurances Le Monde. Il peut désormais s’adonner à la peinture. Il présente ses œuvres presque chaque année au Salon parisien, de 1863 à 1881. Il s’agit essentiellement de paysages peints dans la Nièvre, notamment à Entrains, et plus rarement dans l’Yonne. Amédée Jullien revient en effet régulièrement dans son département natal, où il passe la belle saison dans la famille de son épouse, à Entrains-sur-Nohain. Dans cette localité qui avait été importante à l’époque gallo-romaine, il fait des découvertes archéologiques. En 1871, alors qu’il est retenu dans la Nièvre par la guerre et la Commune, il se fait initier à Nevers à la technique de la peinture sur faïence. Revenu à Paris, il montre ses pièces à Théodore Deck (1823-1891), qui lui apporte ses conseils et fait figurer plusieurs céramiques d’Amédée Jullien à l’Exposition internationale de Londres en 1871 et à celle de Vienne en 1873. 
En 1876, un musée est créé à Clamecy, à l’initiative de la mairie, à l’hôtel de ville. Le maire nomme Amédée Jullien directeur du nouvel établissement le 1er décembre 1876. Amédée Jullien fait alors appel à sa famille et à ses nombreuses relations pour constituer par des dons les collections de beaux-arts du musée. Il offre lui-même plusieurs de ses tableaux, et acquiert des œuvres dans des salles des ventes parisiennes, avec les subventions de la mairie, du conseil général de la Nièvre et de la société scientifique et artistique de Clamecy. Dès 1879, le musée possède près de deux cents œuvres encadrées. 
De 1876 à 1883, Amédée Jullien travaille parallèlement à la rédaction d’un ouvrage, La Nièvre à travers le passé. Il y retrace l’histoire des principales cités du département, qu’il illustre par trente-trois eaux-fortes de sa composition, représentant le plan ancien et des vues des villes. Ce livre publié en 1883, ainsi que son travail au musée de Clamecy, lui valent les palmes d’officier d’académie en 1884. 
Amédée Jullien envisage d’écrire deux autres ouvrages, l’un sur les passages de Jeanne d’Arc dans les pays nivernais, l’autre sur les châteaux nivernais. En 1886, sa santé est un moment altérée, puis se rétablit. En novembre 1887, Amédée Jullien vient à Clamecy accrocher de nouveaux tableaux au musée. Alors qu’il présente ses projets pour le musée lors d’une séance de la Société scientifique et artistique de Clamecy, il est frappé subitement d’une congestion cérébrale, dont il meurt le 10 novembre 1887. Ses contemporains saluent alors les qualités et les talents d’« un homme exceptionnellement aimable et généreux. »

### Publications
- Amédée Jullien, La Nièvre à travers le passé, Nevers, J. Michot, 1883, 243 p. Autre édition : Paris, Quantin, 1883.

## Collections publiques

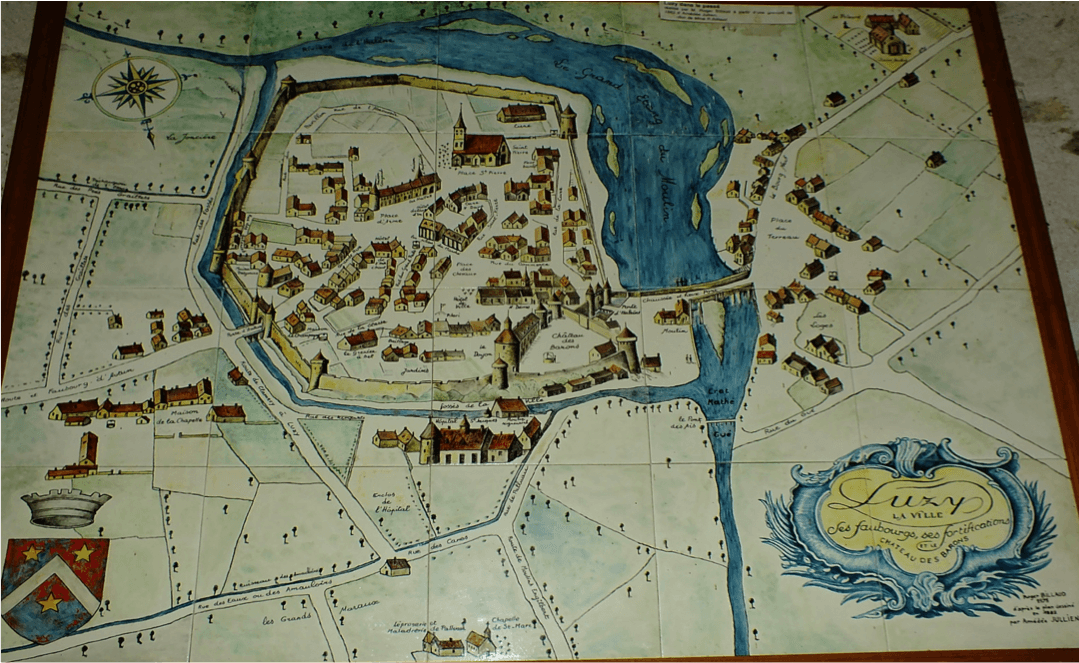
Plaque de céramique du XXe siècle reproduisant un plan de Luzy à la fin du XVIIe siècle ou au début du XVIIIe siècle, dessiné par Amédée Jullien et publié dans La Nièvre à travers le passé.

- Clamecy, musée d'Art et d'Histoire Romain Rolland :
  -  Près de Dives au bout des falaises sous Auberville, 1870, huile sur toile. Achat du musée en 2014.
  -  Nature morte, après le repas, 1870, huile sur toile. Don d'Amédée Jullien en 1876.
  - Le Retour du marché, 1875, huile sur toile. Don d'Amédée Jullien en 1876.
  - La Prairie du Moulin-Neuf, à Entrains (Nièvre), 1874, huile sur toile. Don de Mme Amédée Jullien en 1889.
  - Paysage ; prairie et mare, 1877, huile sur toile. Don de Mme Amédée Jullien en 1889.
  - Entrains, 1880, huile sur toile. Achat du musée en 2008.
  - Guerre de 1870 1871 les Prussiens quittant le village, 1887, huile sur bois. Don d'Amédée Jullien en 1887.
  - Plaque en faïence sans titre, représentant un paysage. Don d'Amédée Jullien en 1876.
  - Plat en faïence sans titre, représentant un paysage. Don de Mme Amédée Jullien en 1888.
- Nevers, musée de la Faïence et des Beaux-Arts : Un Coup de vent pendant la pluie, à Maupertuis (Yonne), 1870, huile sur toile. Don d'Amédée Jullien.
- Tannay, église Saint-Léger : Baptême du Christ, huile sur toile.
- Varzy, musée Auguste-Grasset :
  - Le Château de Druyes, huile sur toile.
  - Le Chemin de la fontaine, près d'Entrains (Nièvre), 1862, huile sur toile. Don d'Amédée Jullien en 1863.
  - Paysage près de Tannay, 1864, huile sur toile. Don d'Amédée Jullien en 1867.
- Vichy, hôtel de ville : Le ruisseau de Brassy, en Morvan, huile sur toile. Achat de l’État en 1871, déposé à Vichy.

## Iconographie
- Léon Augustin Lhermitte, Amédée Jullien, gravure illustrant La Nièvre à travers le passé.
- Achille Sirouy, Amédée Jullien, gravure illustrant l’ouvrage d’Émile Hervet, Amédée Jullien sa vie et ses œuvres, Nevers, J. Michot, 1890, 77 p.
- Émile Boisseau, A. Jullien fondateur du musée de Clamecy, 1889, buste en bronze. Musée de Clamecy.